# 羅森達爾宮
羅森達爾宮（瑞典語：Rosendals slott）是瑞典首都斯德哥爾摩的一座宮殿建築，由卡爾十四世·約翰修建於1823年至1827年，設計者是Fredrik Blom。現在該建築在夏季對公眾開放。

## 外部連結
- Official Website
- Destination Stockholm
- Museums in Stockholm